# Quiinoideae
Quiinoideae es una subfamilia de la familia Ochnaceae.  El género tipo es Quiina Aubl.
Comprende los siguientes géneros:

## Géneros
Según GRIN:
- Froesia Pires
- Lacunaria Ducke
- Quiina Aubl.
- Touroulia Aubl.